# Брајило Мрдак
Брајило Маричић Крунослав Мрдак био је један од барјактара у Маричкој бици 1371. године, погинуо је у Косовском боју 1389. године као барјактар.
Према једној теорији у Маричкој бици добија надимак Мрдак (Мердек) што значи барјак, барјактар. Мрдакови синови, ради очувања успомене на свог храброг оца, за своје породично име узимају име Мрдак, после Косовског боја досељавају се у Сретњу и Куче, такође спомиње се и да су били у војсци Скендербега. Према истом предању, преци Мрдака су једно време живели у Бјелопавлићима и Морачи, док су најдуже остали у Брскуту у Кучима, да би се на крају населили на подручје Затарја.